# Maçanas (Gard)
Maçanas (en francès Massanes) és un municipi francès situat al departament del Gard i a la regió d'Occitània.